# Gare de Lempaut
La gare de Lampaut est une gare ferroviaire française de la ligne de Castelnaudary à Rodez, située sur le territoire de la commune de Lempaut, dans le département du Tarn en région Occitanie.
Mise en service en 1865 par la Compagnie des chemins de fer du Midi et du Canal latéral à la Garonne (Midi), elle est définitivement fermée au trafic des voyageurs en 1945. Situé sur une section déclassée et déferrée, le bâtiment voyageurs est toujours présent et réaffecté pour une utilisation privée.

## Situation ferroviaire
Établie à 179 mètres d'altitude, la gare de Lampaut est située au point kilométrique (PK) 348,5xx de la ligne de Castelnaudary à Rodez, entre les gares de Blan (fermée) et de Soual (fermée). 
La section de Revel à La Crémade, sur laquelle est située la gare, est déclassée depuis 1985.

## Histoire
La station de Lempaut est mise en service le 16 avril 1865 par la Compagnie des chemins de fer du Midi et du Canal latéral à la Garonne (Midi), lorsqu'elle ouvre à l'exploitation l'embranchement de Castelnaudary à Castres. En 1869, la recette de la gare est de 22 172,76 Francs.
Elle est officiellement fermée au service des voyageurs le 15 mai 1939 par la Société nationale des chemins de fer français (SNCF), lorsqu'elle ferme ce service sur la section de Castelnaudary à Castres. Néanmoins ce service est exceptionnellement rétabli durant la Seconde Guerre mondiale, le 5 mai 1941 du fait des difficultés à assurer le service routier de remplacement, il est assuré par deux trains mixtes qui font quotidiennement deux fois l'aller et le retour entre Castelnaudary et Castres. Ce service provisoire est fermé à la fin du conflit en 1945.
La section de la ligne entre Revel et La Crémade est fermée au service des marchandises en 1970, puis elle est déclassée et déferrée, en 1985.

## Service des voyageurs
Gare fermée située sur une section de ligne déclassée.

## Patrimoine ferroviaire
Sur le site de la gare l'ancien bâtiment voyageurs est toujours présent.